# 寒舍集團
寒舍集團為蔡辰洋所創辦的台灣餐旅公司。目前在台灣共有台北喜來登大飯店、台北寒舍艾美酒店、礁溪寒沐酒店、台北艾麗酒店、寒居酒店等5間酒店。

## 據點

### 台北喜來登大飯店

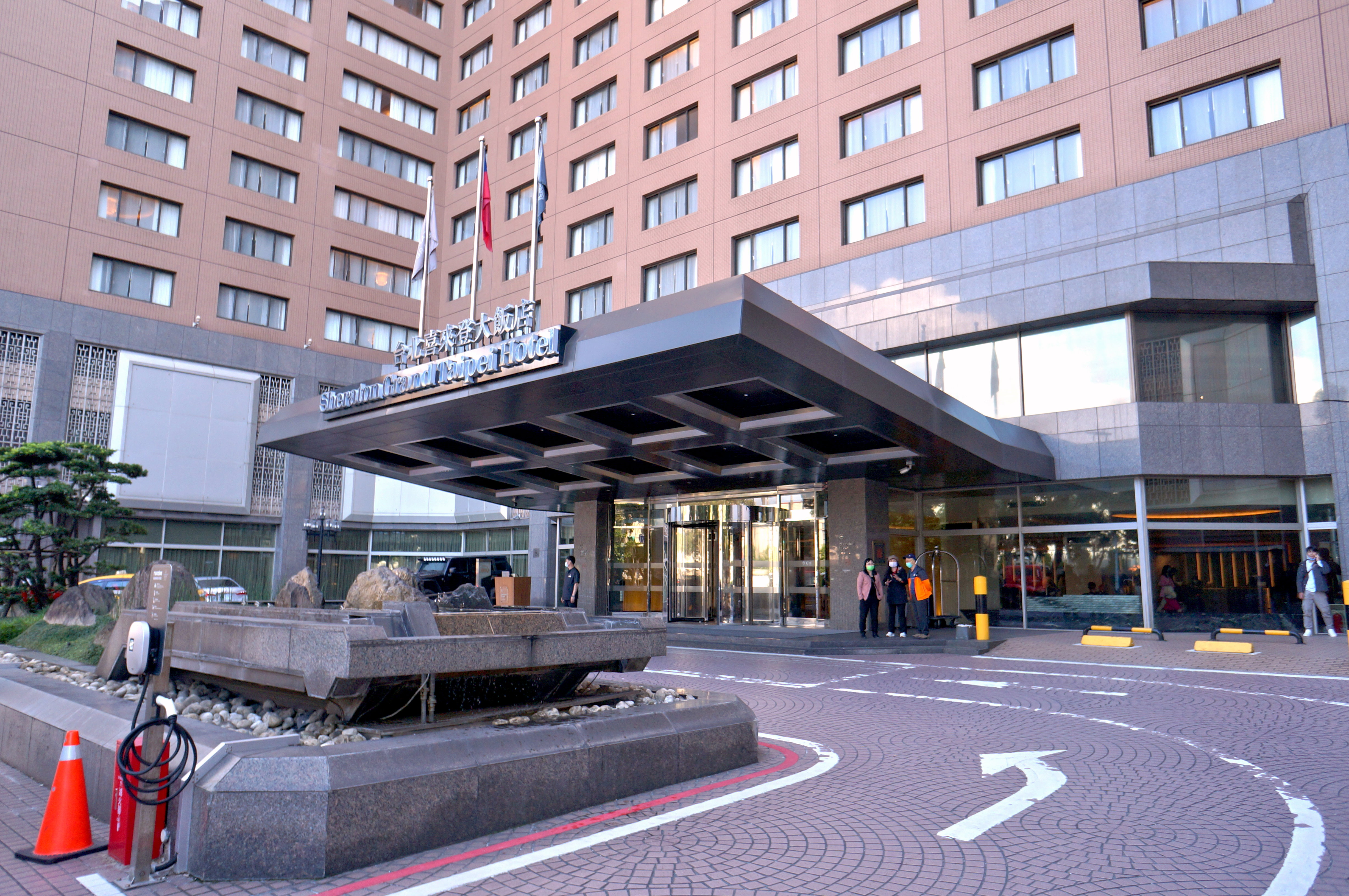
台北喜來登大飯店

2002年由寒舍餐旅管理顧問股份有限公司接手台北來來大飯店，更名為台北喜來登大飯店經營，共有688間客房，為台灣首間喜來登酒店，飯店坐落於中正區，位於板南線善導寺站旁。

### 台北艾麗酒店
本酒店坐落於信義區，使寒舍集團成為信義區唯一擁有兩家酒店品牌的企業，共有235間客房，於2013年12月27日開幕。本酒店將以軟性品牌模式，引進希爾頓全球酒店集團旗下的格芮精選酒店（Curio Collection），自2023年7月1日起從寒舍艾麗酒店更名為台北艾麗酒店，等一切符合希爾頓品牌規範後即正式對接。

### 礁溪寒沐酒店
為集團旗下首間自創品牌休閒度假型酒店，於2017年11月3日正式開幕。

### 寒居酒店
寒舍集团的「寒居酒店」筹备规划3年，饭店座落于捷运双线交织的松江南京捷运站，拥有便利的交通网络，於2022年5月日正式開幕。寒居酒店共有4种房型，总数111间客房，提供游泳池、健身房、烤箱及蒸气室等服务设施，另外，亦规划具99个座位数的复合式餐厅，让旅人唤醒能量，轻松尽享家之居所。

## 外部連結
- 寒舍集團 （页面存档备份，存于）
- 台北寒舍喜來登大飯店 （页面存档备份，存于）
- 台北寒舍艾美酒店 （页面存档备份，存于）
- 寒舍艾麗酒店 （页面存档备份，存于）
- 礁溪寒沐酒店 （页面存档备份，存于）
- 寒居酒店 （页面存档备份，存于）
- 寒舍餐旅管理顧問股份有限公司台灣公司資料
- 寒舍國際酒店股份有限公司台灣公司資料
- 台北喜來登大飯店 臺灣旅宿網 （页面存档备份，存于）
- 寒舍艾麗酒店 臺灣旅宿網 （页面存档备份，存于）
- 台北寒舍艾美酒店 臺灣旅宿網 （页面存档备份，存于）
- 礁溪寒沐酒店 臺灣旅宿網
- 寒居酒店 臺灣旅宿網
- 寒舍餐旅的Facebook專頁
- 台北喜來登大飯店的Facebook專頁
- 台北寒舍艾美酒店的Facebook專頁
- 寒舍艾麗酒店的Facebook專頁
- 礁溪寒沐酒店的Facebook專頁
- 寒居酒店的Facebook專頁
- YouTube上的寒舍餐旅管理顧問股份有限公司頻道
- YouTube上的台北喜來登大飯店頻道